# Jean-Paul Belmondo
Jean-Paul Belmondo (Neuilly-sur-Seine, 1933. április 9. – Párizs, 2021. szeptember 6.) César-díjas francia színész, producer. Közismert beceneve: Bébel. Az 1950-es évek óta filmezett. Jean-Luc Godard Kifulladásig (1960) című filmjével egy csapásra ismert színész lett. Az 1960-as évektől kezdve egyre több szórakoztató produkcióban vállalt főszerepet, s ragaszkodott ahhoz, hogy kaszkadőr nélkül, személyesen hajtsa végre a legveszélyesebb akciókat is. Az 1980-as években jelentős sikereket aratott színpadi színészként is.

## Élete

### A gyermekkor világa
Belmondo édesapja, Paul Belmondo szobrászművész volt, édesanyja, Madeleine Reinaud-Richard festő. Apai ágról a család olasz származású. Apja Algírban született még, az ő családja szicíliai-piemonti keveredésű família volt. Főleg az apának köszönhetően Jean-Paul és bátyja, Alain nagy érdeklődést mutattak a művészetek iránt, miközben úgy tanultak illemet és fegyelmet, hogy megőrizték vidámságukat és gyermeki önállóságukat is. A család évekig vidéken élt.
A mindössze hatéves Jean-Paul eleinte bohóc szeretett volna lenni. Noha éles eszű gyerek volt, nem szeretett tanulni, sokkal inkább verekedni. A sportok közül különösen a labdarúgás és az ökölvívás érdekelte. Egy sportklub tagjaként aktívan foglalkozni kezdett az ökölvívással. A legenda ellenére orrát nem egy mérkőzésen, hanem egy iskolai bunyó során törték be. 17 évesen a Comédie-Française egyik előadásán látta A púpost. Ez olyan nagy hatással volt rá, hogy elhatározta, színész lesz.

### Színitanulmányok
Mivel reménytelennek látszott, hogy Jean-Paul eljusson az érettségiig, abbahagyta az iskolát, és rövid munkaviszony után sikerült bekerülnie Raymond Girard színitanfolyamára. Első találkozása a közönséggel egy kórházban volt: beteg gyereknézők előtt a királyfit játszotta a Csipkerózsikában. 1950. december 26-án volt az utolsó mérkőzése bokszolóként: a vereség után végleg felhagyott az ökölvívással, bár rajongása e sportág iránt tartós maradt. Girard tanfolyamán Belmondo felismerte, hogy a komikus, vígjátéki szerepek sokkal közelebb állnak hozzá, mint a drámai karakterek. A Színművészeti Főiskolán a francia színjátszás későbbi nagyjaival járt együtt: Jean-Pierre Marielle, Annie Girardot, Françoise Fabian, Bruno Cremer és Jean Rochefort is akkoriban tanulták a szakmát.
Tanára, Georges Leroy kitartóan hitt Belmondo tehetségében, noha a tanítvány első nyilvános fellépései nem arattak egyöntetű sikert. Sajnos Jean-Paul rövidesen átkerült Pierre Dux-hoz, akivel nem értették meg egymást. A fiatal színészpalánta ezért a főiskolán kívül próbált újabb tapasztalatokra szert tenni. 1954-ben egy rövidfilmben játszotta élete első filmszerepét: a 25 perces Molière című munka a klasszikus szerző híres darabjainak főiskolások által előadott részleteiből állt. Ugyanebben az évben színpadi lehetőségeket kapott, s barátságot kötött Michel Galabruvel. 1956-ban befejezte a főiskolát, s színpadi színészként kezdett ténykedni.

### Az első filmszerepek
Henri Aisner Vasárnapi haverok (1956) című alkotásában kapta újabb filmszerepét, de a mű megkésve került a közönség elé, különösebb visszhang nélkül. A Gyalog, lovon, kocsin (1957) siker volt ugyan, a színész parányi szereplésére viszont senki nem figyelt fel. Marc Allégret Légy szép és tartsd a szád! (1958) című alkotása ma már leginkább arról nevezetes, hogy ez volt Belmondo és Alain Delon első közös filmje: természetesen itt még csak mellékszereplők voltak. Marcel Carné Csalók (1958) című munkája szintén nem hozta meg a várt népszerűséget Belmondo számára. Ennek egyik oka az lehetett, hogy Carné az utolsó pillanatban meggondolta magát, és Laurent Terzieff-nek adta a Jean-Paulnak szánt főszerepet, Belmondónak pedig be kellett érnie egy jóval kisebb szereppel.
A fiatal színész ekkoriban találkozott Jean-Luc Godard-ral, ám kezdetben nem találta őt különösebben rokonszenvesnek. Végül hajlandó volt egy kis szerepet eljátszani a rendező Charlotte és az ő pasija című rövidfilmjében, melyet Belmondo katonai szolgálata miatt aztán maga Godard utószinkronizált. Jean-Paul két, ma már filmtörténeti értékű alkotás kapcsán is a legesélyesebb főszereplők között volt, de aztán sem Louis Malle Felvonó a vérpadra (1958), sem Henri-Georges Clouzot az Igazság (1960) című filmjei nem vele készültek el. A magyar Radványi Géza se hozott neki szerencsét: az Egy angyal a Földön (1959) című filmben az akkor már népszerű Romy Schneider volt Jean-Paul partnernője, a szerep is jelentős volt, ám a mű sem a kritikusoknak, sem a közönségnek nem tetszett.
Aztán megtörtént a fordulat: a megbetegedett Jean-Claude Brialy helyére kellett beugrania Claude Chabrol Kettős küldetésben (1959) című filmjébe. A szerep hozzá illő volt, a forgatókönyv pedig éppúgy tetszett neki, mint Chabrol munkastílusa. A rendező ugyanis úgy gondolta, a kiválasztott színészek annyira magukban hordozzák a megformálandó szerep legfőbb vonásait, hogy nem kell különösebben rendezgetni, instruálni őket, hanem minimális próba után máris kezdődhet a felvétel. A színészek a dialógusok megalkotásában is nagy szabadságot kaptak.

### Kifulladásig
A francia új hullám, a nouvelle vague alapfilmjének tartott Kifulladásig (1960) François Truffaut ötlete alapján készült, Jean-Luc Godard rendezésében. Ma már nehezen elképzelhető körülmények között forgattak: 400 000 frank volt a költségvetés, stúdiók helyett az utcán filmeztek, sokszor azt sem tudták, mit csinálnak másnap. Valójában Godard módszere nagy példaképéhez, Alfred Hitchcockéhoz hasonlított: szó sem volt káoszról, maga a film már előre készen volt a rendező fejében, a forgatás csupán a kikerülhetetlen technikai megvalósítást jelentette. A külső helyszínek miatt Godard sem tudta előre, hogyan tudja majd felhasználni a beállításokban a környezeti elemeket, a természetes fényviszonyokat stb. A rendező igyekezett a legspontánabb körülményeket teremteni, ezért például nem zárták le a forgatási helyszíneket, s olykor maguk a színészek se tudták, hol van a kamera. A két főszereplő (Belmondo partnernője Jean Seberg volt) nagy önállóságot kapott a figurák megformálásában, a párbeszédeket is beleértve. Godard nem azt kívánta, hogy játsszák, hanem azt, hogy éljék a szerepüket.
Belmondo nagyon szerette a filmet, és saját szerepét rokonnak érezte azzal a figurával, amelyet egyik példaképe, James Dean formált meg a Ok nélkül lázadó (1955) című drámában. Godard alkotása a kritikusok körében óriási sikert aratott: dicsérték frissességét, formanyelvi eszközeit, színészeit. A közönség nem tódult ugyan a mozikba (legalábbis eleinte), de akik megnézték a művet, el voltak ragadtatva, s a korábban alig ismert Belmondo rövid idő alatt egy nemzedék bálványozott példaképe és sztárja lett.

### Az 1960-as évek
Következő néhány munkája nem lendített számottevően a pályáján, noha ekkor forgatta Jeanne Moreau partnereként a Moderato cantabile (1960) című filmet is. A Marguerite Duras művéből készült dráma férfi főszerepe azonban nem igazán illett Jean-Paul egyéniségéhez, a rendezővel, Peter Brookkal sem volt harmonikus az együttműködés. Fokozta a problémákat, hogy a forgatás idején a színész karambolozott, s utasa, Moreau tízéves fia komolyan megsérült. Művészi szempontból figyelemre méltó volt Belmondo olaszországi kitérője. Elsőként mindjárt Sophia Loren partnere lehetett az Egy asszony meg a lánya (1960) című drámában. A rendező, Vittorio De Sica nagy hatást tett Belmondóra, igaz, inkább az egyéniségét díjazta, s csak utána a művészi kvalitásait. Loren után Gina Lollobrigida oldalán játszott az Őrült tenger című kevésbé sikerült filmben, aztán Alberto Lattuada (Egy novícia levelei), majd Mauro Bolognini irányításával forgatott: Az utcalányban Claudia Cardinale volt a női főszereplő. A film nem lett különösebb siker, viszont egyike Belmondo kedvenc munkáinak.

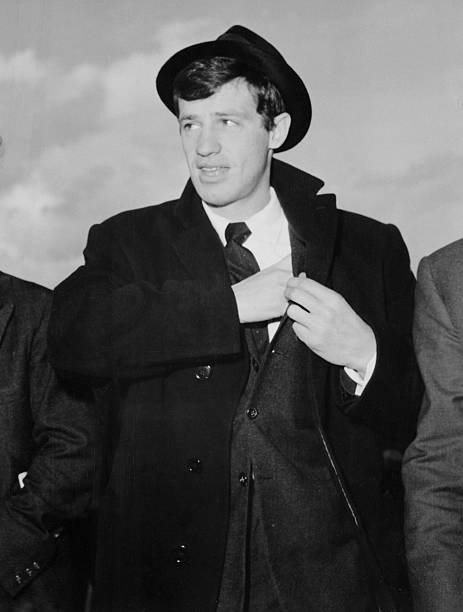
1962-ben

Franciaországba visszatérve egy újabb Godard-műben kapott szerepet, de Az asszony az asszony (1961) inkább a női főszereplő, Anna Karina karrierje szempontjából jelentős darab. Drámai alakítást nyújtott Jean-Pierre Melville Léon Morin, a pap (1961) című alkotásában. A filmnek nem volt különösebb visszhangja, mivel a kritika és a közönség nem tudta elfogadni Jean-Pault reverendában, a korábbiaktól eltérő szerepkörben. Nagy sikernek bizonyult viszont a Cartouche (1962) című kosztümös kalandfilm, melyben Belmondo partnere ismét Claudia Cardinale volt. A sikeren felbuzdulva a következő években még két kalandfilmet forgatott ugyancsak Philippe De Broca rendezésében: Riói kaland (1964), Egy kínai viszontagságai Kínában (1965). Ezek mellett persze az igényesebb feladatokat sem kerülte: Henri Verneuil Majom a télben (1962) című alkotásában Jean Gabinnel játszott, Melville-lel pedig újabb két filmet készített: A besúgó (1962); A legidősebb Ferchaux (1963). Utóbbi opusz érdekessége, hogy Belmondo bokszol benne.
1963-ban Belmondo életében két fontos esemény történt. Áprilisban egy közúti baleset szemtanújaként a színészt hatóság elleni erőszakkal vádolták, és pénzbüntetésre ítélték, noha kiderült, hogy az ominózus ütést kapta, és nem adta. Az eset nagy port kavart Franciaországban. Novemberben Belmondót megválasztották a Francia Színészek Szakszervezete (SFA) elnökének: három évig viselte a tisztséget. 1964-ben Jean-Paul újra együtt játszott Jean Seberggel, és Az aranycsempész című film nagy kasszasikernek bizonyult. Henri Verneuil drámája, a Két nap az élet Robert Merle regényéből készült, s Belmondo mellett a francia színjátszás számos nagyágyúját vonultatta fel. A deheroizáló alkotást hárommillió francia nézte meg. 1965-ben Godard Bolond Pierrot című filmje újfent jelentős szakmai és közönségsikernek bizonyult. A rendező „az utolsó romantikus szerelmespár históriája”-ként aposztrofálta a művet – női főszereplő: Anna Karina –, s nem titkolta, hogy Belmondo népszerűsége tette lehetővé az opusz megszületését.
A Glasgow és London között közlekedő postavonat kirablása ihlette A nagy zsákmány (1969) című filmet, melyben Belmondo mellett Bourvil, David Niven és Eli Wallach játszották a főszerepeket. Érdekes művészi feladat volt Francois Truffaut A Mississippi szirénje (1969) című művének férfi főszerepe, egy ültetvényes, aki egy szépséges nő áldozatául esik. A nőt Catherine Deneuve alakította. (A sztorit néhány éve Hollywoodban újra megfilmesítették, Angelina Jolie és Antonio Banderas főszereplésével, Eredendő bűn címmel.) A közönség megint kedvezőtlenül fogadta, hogy kedvencét nem a tőle leginkább elvárt szerepkörben láthatta. Valamivel jobb volt a visszhangja az Egy férfi, aki tetszik nekem (1969) című Claude Lelouch-vígjátéknak. A filmet az Egyesült Államokban forgatták, Jean-Paul partnere régi barátja, Annie Girardot volt.

### Az 1970-es évek
Az új évtized Belmondo számára három bombasikerrel kezdődött. Elsőként Alain Delon partnereként szerepelt Jacques Deray ma már klasszikus gengsztertörténetében, a Borsalinóban (1970). A film minden idők egyik legnagyobb francia kasszasikerének bizonyult, ám a két sztárt hosszú időre eltávolította egymástól. Belmondo kifogásolta, hogy előzetes megállapodásukkal ellentétben Delon neve kétszer is szerepel a plakátokon (mint producer és színész). A pereskedés végül Belmondo győzelmével ért véget, de nem tett jót a két színész barátságának. Hogy Jean-Paulnak mekkora szerepe volt a sikerben, azt mi sem bizonyítja jobban, mint az, hogy a nélküle készült folytatás már nem keltett különösebb figyelmet. A Romániában forgatott Egy válás meglepetései (1971) leginkább azért jelentős állomás Belmondo életében, mert ekkor ismerkedett meg egyik élettársával, az olasz Laura Antonelli színésznővel. Óriási sikernek bizonyult Henri Verneuil-jel forgatott két filmje: A betörésben (1971) a Hollywoodban világhírűvé vált egyiptomi Omar Sharif volt a partnere, s a két színész szép emlékeket őriz a közös munkáról. A Félelem a város felett (1975) a sorozatgyilkosos filmek egyik előfutárának tekinthető. Belmondo először itt játszott zsarut, és hajmeresztő mutatványokat produkált a párizsi háztetőkön, továbbá egy mozgó metrószerelvény tetején. A két film hatását nagyban fokozta Ennio Morricone emlékezetes kísérőzenéje.
A Verneuil-filmek közötti időszakban Jean-Paul produceri minőségben is közreműködött Alain Resnais Stavisky (1974) című alkotásának elkészítésében. A történet egy hírhedt szélhámosról szól, a forgatókönyvet a világhírű Jorge Semprún írta. A nagy nevek ellenére a film nem lett igazán sikeres. Jean-Paul azonban büszke arra, hogy támogathatta Resnais-t, és sem produceri, sem filmsztári minőségben nem diktált neki, hanem teljes alkotói szabadságot biztosított számára. Ha Resnais nem is, de Philippe De Broca ismét szerencsét hozott a színésznek: A javíthatatlan (1975) elnyerte a közönség tetszését. Néhány kevésbé jelentős film után Belmondo megint megtalálta az ideális alkotótársat maga mellé Georges Lautner személyében. Négy filmjük mindegyike kasszasikernek bizonyult. (Ötödik közös filmjük, az 1992-es Idegen a házban már kevesebb figyelmet keltett.) A legelső, a bohózati fordulatokat és bűnügyi izgalmakat egyesítő Zsaru vagy csirkefogó? a '70-es évek lezárását jelentette Belmondo pályáján.

### Az 1980-as évek

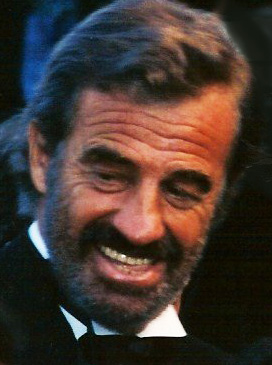
1988-ban

A Szabadlábon Velencében (1980) ugyanazon sikerrecept alapján készült, mint a Zsaru vagy csirkefogó?: a látványos jeleneteket és a szinte már burleszknek mondható epizódokat variáló film egyben Velence szépségét is be kívánta mutatni a nézőknek.
A Zsaru vagy csirkefogó? filmben Belmondo számos barátot szerzett kollégái közül. Köztük volt Charles Gérard, akivel később csúnyán összeveszett. Claude Brosset-tel, filmbéli ellenfelével viszont mindvégig barátok maradtak egészen Brosset 2007-ben bekövetkezett haláláig.
Magyarországon is kultuszfilmnek bizonyult A profi (1981), amelyet csak Franciaországban több mint ötmillióan láttak. Ennek a filmnek a Garas Dezsővel készült magyar nyelvű szinkronja örvend nagy népszerűségnek idehaza, s noha azóta már készült egy másik szinkron Gáti Oszkárral, a rajongói vélemények inkább az első verziót tartják a filmhez méltó, színvonalas magyarításnak. Noha A profiban, a Belmondo által alakított főhős meghal a történet végén, még ez a szokatlan befejezés sem ártott az opusz népszerűségének. A Kellemes húsvéti ünnepeket! (1984) ismét a vígjátékhoz való visszatérést jelentette. Jean-Paul partnere a francia film új csillaga, a fiatal Sophie Marceau volt. Két Lautner-film között elkészült az Ászok ásza (1982), melynek sikere rosszindulatú sajtótámadásokat eredményezett: számos kritikus petíciót tett közzé a film ellen, kifogásolván, hogy ez a „felszínes alkotás” elhalászta a nézőket Jacques Demy ugyanakkor bemutatott, s az ítészek szerint értékesebb munkája elől! Belmondo méltatlankodva tiltakozott a kisstílű támadások ellen. Azért persze ekkor sem csak támadások érték a sztárt: a francia állam Becsületrenddel tüntette ki, melyhez a régi barát, Alain Delon is nyilvánosan gratulált. Ez a gesztus az első lépés volt régi barátságuk felelevenítéséhez.
Jacques Deray, a Borsalino alkotója Jean-Paul egyik kedvenc rendezője volt: 1983-ban A kívülálló, 1987-ben pedig A magányos zsaru című krimiket készítették együtt. Az előbbiben Belmondo még egy melegbárban is látogatást tesz: szokatlan fordulat volt ez, hiszen bűnügyi filmek nyomozói többnyire sztriptízbárokban szoktak megfordulni. A magányos zsaru nem lett igazán sikeres, ráadásul a címet az utolsó pillanatban meg kellett változtatni. Eredetileg ugyanis Kobra lett volna a cím, de épp akkoriban jelent meg a mozikban Sylvester Stallone azonos című akciófilmje. A Deray-krimik között Jean-Paul elkészítette a Montreáli bankrablás (1985) című filmet, ám Alexandre Arcady rendezése balszerencsét hozott neki. Jean-Paul ugyanis a forgatáson ezúttal olyan jellegű balesetet szenvedett, amely miatt kénytelen volt felhagyni azzal a bevett szokásával, hogy személyesen hajtsa végre filmjei kaszkadőrmutatványait. Mindezen felül a mű ráadásul megbukott a mozikban.
Az Arcady- és a második Deray-film kudarca is szerepet játszott abban, hogy Belmondo hosszú szünet után visszatért a színpadra. Dumas Kean, a színész című darabjában lépett fel – óriási sikerrel. A közönség tódult az előadásokra, melyet hosszadalmas próbák előztek meg. A rendező egy kolléga volt: Robert Hossein, aki A profiban a kegyetlen és álnok Rosen felügyelőt, Belmondo ellenfelét játszotta. Hossein és Belmondo a valóéletben jó barátok voltak. A színdarab tévéverzióját az 1990-es évek elején a Magyar Televízió is bemutatta. Ezzel párhuzamosan filmszínészi képességeit is végre elismerték: Claude Lelouch Egy elkényeztetett gyermek utazása (1988) című melodrámájában nyújtott alakításáért végre elnyerte a francia filmszakma legrangosabb elismerését, a César-díjat, amit azonban nem vett át.

### Az 1990-es évektől haláláig
Belmondo népszerűsége élete végéig töretlen maradt, noha kora miatt az utolsó években már egyre kevesebb szerepet vállalt mind a színpadon, mind a filmvásznon. Elsősorban a családjának igyekezett szentelni magát, különösen azután, hogy idősebb lánya, Patricia 1994-ben tragikus körülmények között tűzhalált szenvedett. Filmen és színpadon egyaránt sikerrel játszotta Jean Valjean szerepét Victor Hugo A nyomorultak című művének adaptációiban. 1998-ban ismét Alain Delonnal forgatott. Újabb közös filmjük, a Két apának mennyi a fele? nem tűnik annyira maradandónak, mint a Borsalino, de a közönség örömmel nézte meg őket az új csillag, Vanessa Paradis társaságában. Belmondo 2001-ben állt utoljára kamerák elé: majdnem 4 évtizedes filmje, A legidősebb Ferchaux (1963) remake-jében, Az utolsó kalandorban vállalt szerepet. Ugyanezen év augusztus 8-án, Korzikán szélütés érte, melynek következményeként arcának jobb oldala lebénult. Egy párizsi kórházba szállították, s csak több nap után hagyhatta el az intenzív osztályt. 2006-ban újabb súlyos baleset érte: megcsúszott a fürdőszobában, és combnyaktörést szenvedett. A kórházban még tüdőgyulladást is kapott, állapota heteken át válságos volt. Majd visszatért a filmvászonra Vittorio De Sica Umberto D. – A sorompók lezárulnak című neorealista filmremekének remake-jében (Egy ember és kutyája). A produkciót barátja, a főleg színészként ismert Francis Huster rendezte.
Barátja, Brosset ekkoriban hunyt el, de időközben rendezte viszonyát Charles Gérard-ral, akivel azóta újból jóbarátok voltak.
Az évtizedeken át akcióhősként ismert Belmondo hosszú ideje visszautasított minden, akciófilmre szóló újabb ajánlatot, a De Sica-film főszereplőjében azonban magára ismert, ezért vállalta a felkérést. Újra kedvet kapva a filmezéshez, 2013-ban már a Fegyveres banditák című akciófilmet forgatta. A film rendezője a sok közös filmmel ismert Claude Lelouch.
2016-ban Belmondo sokadszor tette tiszteletét a Velencei Nemzetközi Filmfesztiválon, ahol átvehette az Arany Oroszlán-életműdíjat.
Súlyos betegség után, 2021. szeptember 6-án halt meg párizsi otthonában, 88 éves korában. Hamvai a Montparnasse-i temetőben nyugszanak.

## Magánélete
Noha Belmondónak számos nőügye volt, magánélete mentes volt az olyan zajos botrányoktól, melyek barátja, Delon szerelmi életét kísérték. Jean-Paul húszévesen, 1953. december 4-én házasodott. Feleségétől (Elodie Constantin) három gyermeke született: Patricia, Florence és az autóversenyzővé lett Paul. A házaspár 1965-ben elvált. Belmondo ekkor került össze Ursula Andress-szel, akit az Egy kínai viszontagságai Kínában forgatásán ismert meg. Őt 1971-ben az olasz Laura Antonellivel váltotta fel, aki az Egy válás meglepetéseiben volt a partnernője. Az 1980-as évek elején Maria Carlos Sotto Mayort vette el feleségül, akitől 1987-ben vált el. 2002. december 29-én feleségül vette a nála évtizedekkel fiatalabb Nattyt (Nathalie Tardivel), akivel már 1989 óta ismerték egymást. 2003. augusztus 13-án lányuk született, akinek a Stella nevet adták.

## Filmjei
Magyarországon forgalmazott/vetített filmjei (*)
- 1954 Molière (film, 1954) (rövidfilm)
- 1956 Vasárnapi haverok (Les Copains du dimanche)
- 1957 Gyalog, lóháton és autóval (À pied, à cheval et en voiture)
- 1958 Légy szép és tartsd a szád! (Sois belle et tais-toi)*
- 1958 A csalók (Les Tricheurs)*
- 1958 Egy vicces vasárnap (Un drôle de dimanche)
- 1959 A három testőr (film, 1959) (Les Trois mousquetaires) (tévéfilm)
- 1959 Egy angyal a Földön (Ein Engel auf Erden)*
- 1959 Charlotte és az ő pasija (Charlotte et son Jules)* (rövidfilm)
- 1959 Kulcsra zárva / Kettős küldetésben (À double tour)*
- 1960 Kifulladásig (À bout de souffle)*
- 1960 Veszélyes súlycsoport / Halálos kockázat / Menekülésre ítélve (Classe tous risques)*
- 1960 Moderato cantabile (Moderato cantabile)*
- 1960 A francia nő és a szerelem (La Française et l’amour)* - a szkeccsfilm egyik epizódjában szerepel
- 1960 Szórakozások (Les Distractions)
- 1960 Egy novícia levelei (Lettere di una novizia)
- 1960 Egy asszony meg a lánya (La Ciociara)*
- 1961 Az utcalány (La Viaccia)
- 1961 Az asszony, az asszony (Une femme est une femme)*
- 1961 Léon Morin, a pap (Léon Morin, prêtre)
- 1961 Híres szerelmek (Amours célèbres: a Lauzun című epizódban)*
- 1961 Egy bizonyos Rocca (Un nommé La Rocca)
- 1961 (Riviera-Story)
- 1962 Ilyen hatalmas szív (Une coeur gros comme ca)*
- 1962 A legrövidebb nap (Il Giorno più corto)
- 1962 Cartouche*
- 1962 Majom a télben (Un singe en hiver)*
- 1962 A besúgó (film, 1962) / A spicli (Le Doulos)*
- 1962 (I Dongiovanni della Costa Azzurra) - nincs feltüntetve a stáblistán
- 1963 Őrült tenger (Mare matto)
- 1964 Banánhéj (Peau de banane)*
- 1963 A legidősebb Ferchaux (L’Aîné des Ferchaux)
- 1963 Borsos drazsé (Dragées au poivre)*
- 1964 Riói kaland (L’homme de Rio)*
- 1964 Százezer dollár a napon (Cent mille dollars au soleil)*
- 1964 Az aranycsempész (Échappement libre)*
- 1964 Embervadászat / Férfivadászat (La Chasse à l’homme)*
- 1964 Két nap az élet (Week-end à Zuydcoote)*
- 1965 Egy szép nyári reggelen (Par un beau matin d’été)
- 1965 Bolond Pierrot (Pierrot le fou)*
- 1965 Egy kínai viszontagságai Kínában (Les Tribulations d’un chinois en Chine)*
- 1966 Párizs ég? (Paris brûle-t-il?)*
- 1966 Érzékeny csirkefogó / Kedves csirkefogó / Gyengéd csirkefogó (Tendre voyou)*
- 1967 A tolvaj (Le Voleur)*
- 1967 Casino Royale (Casino Royale)* - cameoszerep
- 1968 Ho! – Az autóversenyző (Ho!)*
- 1969 Egy férfi, aki tetszik nekem (Un homme qui me plaît)*
- 1969 A nagy zsákmány (Le Cerveau)*
- 1969 Isten Párizst választotta (Dieu a choisi Paris)* - narrátor
- 1969 A Mississippi szirénje (La Sirène du Mississippi)*
- 1970 Borsalino (Borsalino)*
- 1971 Egy válás meglepetései (Les Mariés de l’an II)*
- 1971 A betörés (Le Casse)*
- 1972 Doktor Popaul (Docteur Popaul)
- 1972 A bajkeverő (Le Scoumoune)*
- 1973 Az örökös (L’Héritier)*
- 1973 A káprázatos (Le Magnifique)*
- 1974 Stavisky... (Stavisky...)* - ezt a filmet „véletlenül” Alain Delon helyett játszotta el...
- 1975 Félelem a város felett (Peur sur la ville)*
- 1975 A javíthatatlan (L’Incorrigible)*
- 1976 A fejvadász (L’Alpagueur)*
- 1976 Ellenségem holtteste (Le Corps de mon ennemi)*
- 1977 Az állat (L’Animal)*
- 1979 Zsaru vagy csirkefogó? (Flic ou voyou)*
- 1980 Szabadlábon Velencében (Le Guignolo)*
- 1981 A profi (Le Professionnel)*
- 1982 Ászok ásza (L’As des as)* .... Georges „Jo” Cavalier
- 1983 A kitaszított / A kívülálló (Le Marginal)*
- 1984 Az arany bűvöletében / A steksz rabjai (Les Morfalous)*
- 1984 Kellemes húsvéti ünnepeket! (Joyeuses Pâques)*
- 1985 Montreáli bankrablás (Hold-Up)*
- 1987 A magányos zsaru / A profi 2. (Le Solitaire)*
- 1988 Egy elkényeztetett gyerek utazásai / Egy elkényeztetett gyermek útinaplója (Itinéraire d’un enfant gâté)*
- 1988 Kean, a színész I-II. felvonás (Kean)* (színházi előadás, tévéfilm)
- 1992 Idegen a házban (L’Inconnu dans la maison)*
- 1995 101 éjszaka (Les Cent et une nuits de Simon Cinéma)*
- 1995 A nyomorultak (Les Misérables)*
- 1996 Désiré (Désiré)*
- 1997 Bolha a fülben (La Puce à l’oreille) (színházi előadás, tévéfilm)
- 1998 2 apának mennyi a fele? (Une chance sur deux)*
- 1999 Talán (Peut-être)*
- 2000 Színészek (Les Acteurs)*
- 2000 Amazon – az esőerdő leánya (Amazone)*
- 2001 Az utolsó kalandor (L’Aîné des Ferchaux)* (tévéfilm)
- 2008 Egy ember és kutyája / A férfi és a kutyája (Un homme et son chien)*
- 2009 Ketten a hullámban (Deux de la Vague)* - dokumentumfilm
- 2013 A fegyveres banditák (Les Bandits manchots) - megvalósulatlan filmterv

## Díjak és jelölések

### Art Film Festival
- 2001 Életműdíj (Actor’s Mission Award)

### BAFTA-díj
- 1963 jelölés Léon Morin, a pap, legjobb külföldi színész
- 1967 jelölés Bolond Pierrot, legjobb külföldi színész

### César-díj
- 1989 díj Egy elkényeztetett gyerek utazása, legjobb színész

## Televíziós megjelenések
1964. november 15. vasárnap 20:10-21:45 Légy szép és tartsd a szád! (1. szinkron) című filmje film volt a legelső, amit a Magyar Televízió bemutatott.
1992. december 5. szombat MTV-2 20:55-21:30 között mutatta be Világsztárok-Belmondo című portréfilmet.Itt Vinkó József volt a szerkesztő riporter. Ez a magyar készítésű műsor volt az első portréfilm, ami a Magyar Televízióban bemutatásra került a színészről. Ekkor éppen Belmondo-sorozat volt a televízióban, A Montreáli Bankrablás című filmet követte az előbb említett portré.
1997. szeptember 25-én csütörtök az MTV-1 Friderikusz-Show című műsorában megjelentek a francia filmgyártás 70-80 éveinek ikonikus alakjai: Jean-Paul Belmondo és Alain Delon először, együtt egy magyar készítésű televíziós műsorban. Időtartama: 28:40. A műsort egyszer megismételték a legjobb Friderikusz-Show-kból készített ismétlő válogatásban.

## Könyvek magyarul
- Philippe Durant: Belmondo; ford. Ásin Márta, Kostyál Ferenc, Sóvágó Katalin; Szabad Tér, Bp., 1990
- Gilles Durieux: Belmondo; ford. Eszes Fruzsina; Kelly, Bp., 2010